# Grabouw
Grabouw – miasto w Republice Południowej Afryki, w prowincji Przylądkowej Zachodniej.
W mieście żyje 30 337 ludzi (2011). Położone jest 65 km na południowy wschód od Kapsztadu. Grabouw stanowi ośrodek regionu uprawy owoców, m.in. jabłek, gruszek i śliwek.